# S/2003 J 4
S/2003 J 4 est un satellite naturel de Jupiter.

## Caractéristiques physiques
S/2003 J 4 est un petit satellite. Selon l'équipe qui l'a découvert, il mesurerait 2 km de diamètre. Ses autres caractéristiques ne sont pas connues.

## Orbite
S/2003 J 4 pourrait appartenir au groupe de Pasiphaé, un groupe de satellites qui orbitent de façon rétrograde autour de Jupiter sur des demi-grands axes compris entre 22 800 000 et 24 100 000 km, des inclinaisons de 144,5 à 158,3° par rapport à l'équateur de Jupiter et des excentricités entre 0,25 et 0,43. Ses éléments orbitaux n'étant pas connus avec précision, cette appartenance n'est pas déterminée de façon définitive.

Diagramme illustrant l'orbite des satellites irréguliers de Jupiter. Le groupe de Pasiphaé est visible sur le centre-gauche.
Diagramme illustrant l'inclinaison des membres du groupe de Pasiphaé en fonction du demi-grand axe.

## Historique
S/2003 J 4 fut découvert en 2003 par S. Sheppard, D. Jewitt, J. Kleyna, Y. Fernández et H. Hsieh. Sa découverte fut annoncée le 4 mars 2003 en même temps que celle de six autres satellites de Jupiter.
Le satellite ne possède pas encore de nom définitif attribué par l'Union astronomique internationale, son orbite n'étant pas déterminée avec précision. Pour l'instant, il est toujours désigné par sa désignation provisoire S/2003 J 4, indiquant qu'il fut le 4e satellite à être découvert autour de Jupiter en 2003.